# Дибув (Мазовецьке воєводство)
Дибув (пол. Dybów) — село в Польщі, у гміні Косув-Ляцький Соколовського повіту Мазовецького воєводства.
Населення — 258 осіб (2011).
У 1975-1998 роках село належало до Седлецького воєводства.

## Демографія
Демографічна структура станом на 31 березня 2011 року:
|          | Загалом | Допрацездатний вік | Працездатний вік | Постпрацездатний вік |
| -------- | ------- | ------------------ | ---------------- | -------------------- |
| Чоловіки | 127     | 23                 | 85               | 19                   |
| Жінки    | 131     | 21                 | 77               | 33                   |
| Разом    | 258     | 44                 | 162              | 52                   |